# Cadillac Fairview
Pour les articles homonymes, voir Cadillac.
Cadillac Fairview est une entreprise canadienne créée en 1974 et ayant son siège à Toronto. Elle détient ou contrôle plusieurs des plus grands centres d'achats du Canada. Avec ses immeubles à bureaux, elle possède en tout et pour tout un actif de 69 propriétés au Canada.
C'est l’une des plus grandes sociétés d’investissement, d’exploitation et de gestion de biens immobiliers commerciaux en Amérique du Nord. Ses centre d'achats sont généralement de taille et qualité importantes avec de fortes ventes au pied carrée (0,92 m2).
Cadillac Fairview est une filiale de Ontario Teachers' Pension Plan

## Histoire
Le nom Cadillac Fairview voit le jour en 1974 de la fusion entre Cadillac Development Corporation Limited et La Corporation Fairview. Avant de fusionner, Cadillac et Fairview entretenaient des relations depuis les années 60.
En 2006, Cadillac Fairview étend ses activités au Brésil en achetant 46% de Multiplan Emprendimentos Imobiliarios SA, un gestionnaire de centre commerciaux valant un milliard de dollars. En 2013, Cadillac Fairview est poursuivie en cour pour avoir causé la mort d'une centaine d'oiseaux en raison des vitres dans l'un de ses immeubles à bureaux à Toronto mais remporte le jugement. 
En 2012, Cadillac Fairview achète pour 400 millions de dollars les baux de cinq magasins Sears incluant celui du Centre Eaton Toronto qui est occupé aujourd'hui par Nordstrom,. En 2014, Cadillac Fairview acquiert pour 650 millions $ le magasin-phare de La Baie d'Hudson à Toronto qui demeure ouvert mais passe de propriétaire à locataire des lieux,.
Le 21 septembre 2015, Cadillac Fairview rebaptiste l'ensemble de ses centres commerciaux en leur attribuant le préfix « CF » à chacun. 
En mars 2017,  Cadillac Fairview détenait 73 propriétés réparties sur 38 000 000 pi2 (3 530 316 m2) valant près de 30 milliards de dollars. En septembre 2017, son portfolio était constitué à 60% du secteur de détail canadien (surtout les centres commerciaux) et 26% d'immeubles de bureaux au Canada. 
Dans plusieurs centres d'achats de Cadillac Fairview se trouvent des bornes interactives destinées à informer les clients sur place. En 2017 et en 2018, plusieurs de celles-ci exploitaient des logiciels de reconnaissance faciale ; les personnes qui passaient à proximité des bornes ignoraient qu'ils étaient ainsi observé. Cadillac Fairview affirme avoir détruit les photographies qu'elle utilisait dans le but de déterminer les traits démographiques des clientèles dans les centres d'achats. Elle a révélé qu'un sous-traitant, Mappedin, a conservé les photos sans son consentement explicite. Le commissaire à la vie privée du Canada, Daniel Therrien, a pour sa part affirmé que Cadillac Fairview n'avait pas pris des mesures suffisantes pour informer les clients. Ensemble, les bornes ont capturé 5 millions de photos.
En 2018, la société a observé les déplacements des clients dans au moins un centre d'achats. Selon un ancien employé, le « système surveillait et notait où chaque cellulaire se trouvait dans le centre et le temps qu'il restait dans un endroit particulier ».